# Mustafa al-Mashhadani
Mustafa al-Mashhadani, född 8 juni 1992 i Bagdad, Irak, är en svensk regissör, skådespelare och manusförfattare.
Mustafa al-Mashhadani är född i Bagdad, men uppvuxen i Malmö. Han har framför allt blivit känd genom sin roll som polisen Khalid i den populära TV-serien Tunna blå linjen och genom sina humorklipp på Facebook under namnet Almushi. Han bor på Södermalm i Stockholm.

## Biografi
al-Mashhadani flyttade till Sverige från Irak när han var sex år gammal. Den första tiden bodde familjen i stadsdelen Värnhem i Malmö innan de flyttade till villaområdet Kvarnby. al-Mashhadani har beskrivit livet i villaområdet som tidigt präglat av rasism, bland annat har han återgett en situation när han blev jagad av ett stort antal hockeyspelare som gjorde Hitlerhälsning och hur han blev kallad rasistiska ord.
Situationen förändrades enligt al-Mashhadani något i takt med att fler familjer med utländsk bakgrund flyttade till området. Han har samtidigt beskrivit hur uppdelat Malmö var under sin uppväxt och att även han umgicks med personer från vitt skilda bakgrunder i staden. I umgänget med sina vänner har han beskrivit att han tog sig an en "clown-roll", samtidigt som han har beskrivit hur de odlade en macho-identitet som ett sätt att hantera sina känslor.
När han var 26 år upptäckte han skådespelaren Alexander Abdallah och efter att de båda hade träffats blev al-Mashhadani inspirerad till att söka in till teaterlinjen i Svalöv. Efter ett år sökte han sig vidare till teaterhögskolan i Malmö. Han tog en paus från utbildningen i samband med att han fick rollen som Khalid i säsong 2 av dramaserien Tunna blå linjen.

## Konstnärskap
I sitt konstnärliga skapande och samhälleliga engagemang har al-Mashhadani arbetat mycket med mansrollen och vad han beskriver som en machokultur. Han arbetar för att män och killar - inte minst killar i socioekonomiskt utsatta områden - ska kunna visa upp ett bredare känslospektrum och visa sig sårbara. Både kortfilmen "Jag skiner inte utan er mina bröder" och "Vi var barn då" tar upp frågor som rör mansnormer och känslor kopplat till killar i förorten.

## Filmografi (i urval)

### Skådespelare[5]
- 2018 – Lingonligan (TV-serie)
- 2018 – Sagan om Dilan och Moa (TV-serie)
- 2019 – Jag skiner inte utan er mina bröder (Kortfilm)
- 2022–2024 – Tunna blå linjen (TV-serie)
- 2024 – En del av dig

### Regissör
- 2022 – Vi var barn då (kortfilm)

### Manusförfattare
- 2022 – Vi var barn då (kortfilm)

## Teater
- 2022 – Robin Hoods hjärta

## Utmärkelser
- Poppestipendiet 2019[6]
- Publikpriset för bästa kortfilm på Göteborgs filmfestival 2022 för kortfilmen Vi var barn då[7]